# Pilosocereus purpusii
Pilosocereus purpusii är en kaktusväxtart som först beskrevs av Nathaniel Lord Britton och Joseph Nelson Rose, och fick sitt nu gällande namn av Byles och Gordon Douglas Rowley. Pilosocereus purpusii ingår i släktet Pilosocereus och familjen kaktusväxter. Inga underarter finns listade i Catalogue of Life.